# Triphosa acutipennis
Triphosa acutipennis är en fjärilsart som beskrevs av W. Warren 1896. Triphosa acutipennis ingår i släktet Triphosa och familjen mätare. Inga underarter finns listade i Catalogue of Life.